# Hyla sarda
La raganella sarda o raganella tirrenica (Hyla sarda De Betta, 1853) è un Anfibio dell'ordine degli Anuri, endemico della Sardegna, della Corsica e dell'Arcipelago Toscano.

## Descrizione...

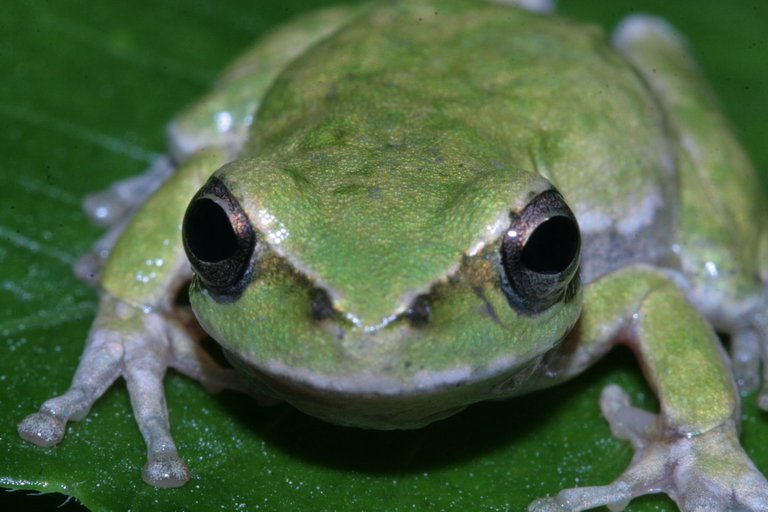

È la più piccola delle raganelle, con corpo generalmente lungo al massimo 4 cm, raramente fino a 5 cm. La testa è corta e larga poco staccata dal resto del corpo, con occhi grandi e sporgenti. I maschi hanno in corrispondenza della gola il sacco vocale, riconoscibile anche quando non cantano per la presenza di numerose pliche cutanee. Le dita hanno dilatazioni a ventosa che permettono di aderire e arrampicarsi su qualsiasi superficie.
La pelle è glabra, con colorazione in genere verde brillante, più o meno scura, ma spesso con macchie sul dorso grigie o nerastre o verdi più scure. La gola e il ventre sono bianchi. Lateralmente si distingue una fascia nera che parte dalle narici fino al fianco attraversando l'occhio. Contrariamente alla raganella italiana, quella sarda non presenta la derivazione dorsale della banda nera. La banda è inoltre poco bordata di bianco.

## Biologia...
L'adulto è insettivoro, il girino è prevalentemente detritivoro. L'adulto ha abitudini notturne, di giorno staziona sulla vegetazione bassa (cespugli e arbusti) in punti ombreggiati. Nonostante la vita prevalentemente arboricola, vive in prossimità dell'acqua, presso stagni, corsi d'acqua, vasche ed  anche piccole quantità raccolte in contenitori. Rispetto alle altre raganelle tollera meglio lunghi periodi di siccità e resiste anche a più alti tenori di salinità dell'acqua.
Si riproduce una volta l'anno, con una stagione che inizia alla fine dell'inverno e si protrae fino all'inizio dell'estate, con massima intensità ad aprile-maggio. Durante questa stagione i maschi gracidano in coro chiamando le femmine all'accoppiamento. Il gracidare dell'ila sarda è forte e acuto e ha un ritmo più rapido rispetto a quello delle cugine continentali (Hyla intermedia e Hyla arborea). Gli accoppiamenti hanno luogo durante le ore notturne nell'acqua e le uova sono deposte in genere fra la vegetazione sommersa, in masserelle gelatinose. Una femmina può deporre fino a un migliaio di uova.

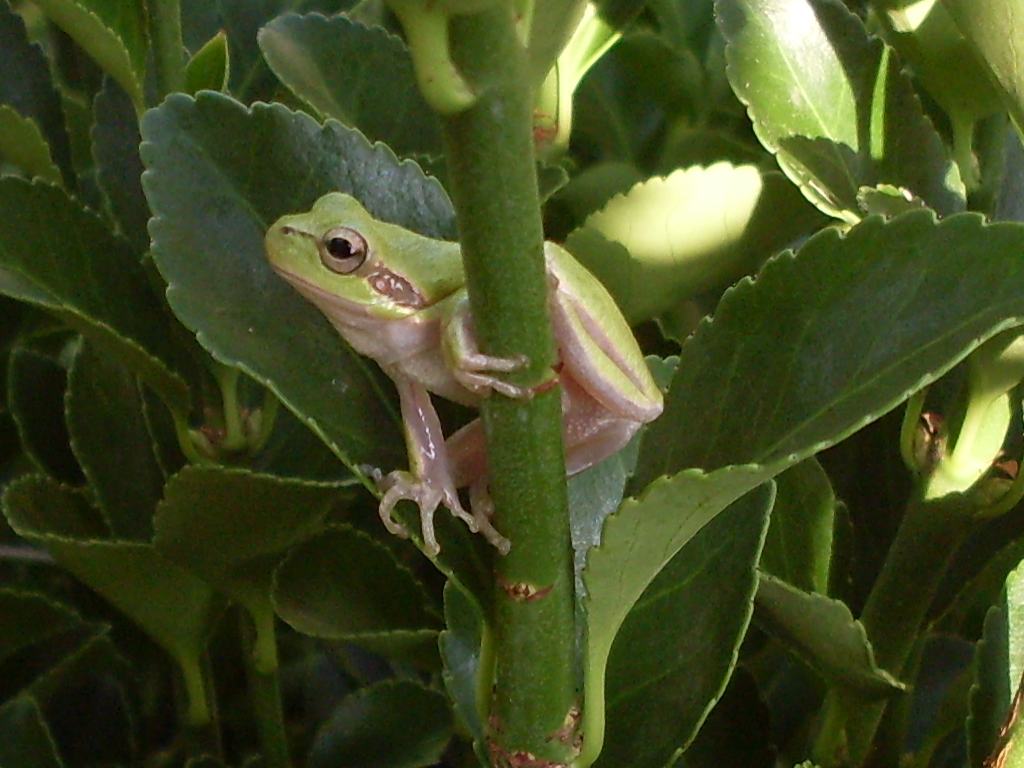

La schiusa delle uova avviene dopo circa 2 settimane e lo sviluppo larvale si compie in circa tre mesi o poco meno. I giovani adulti hanno una lunghezza di circa 1,5 cm.

## Distribuzione e habitat
La raganella sarda vive in Corsica, Sardegna, Isola d'Elba e Capraia. È inoltre presente in alcune isole minori della Sardegna: Isola di San Pietro, La Maddalena, Caprera e Isola di Cavallo; e probabilmente anche a: Spargi, Santo Stefano, Giardinelli e Santa Maria. Sono preferiti gli ambienti di pianura e di collina e non si spinge oltre i 1000 metri d'altitudine.
Specie molto comune, si ritrova in qualsiasi habitat purché siano presenti fonti d'acqua, anche di ridotto volume e di carattere effimero. Si adatta anche agli ambienti antropizzati, sia residenziali che agricoli.

## Stato di conservazione

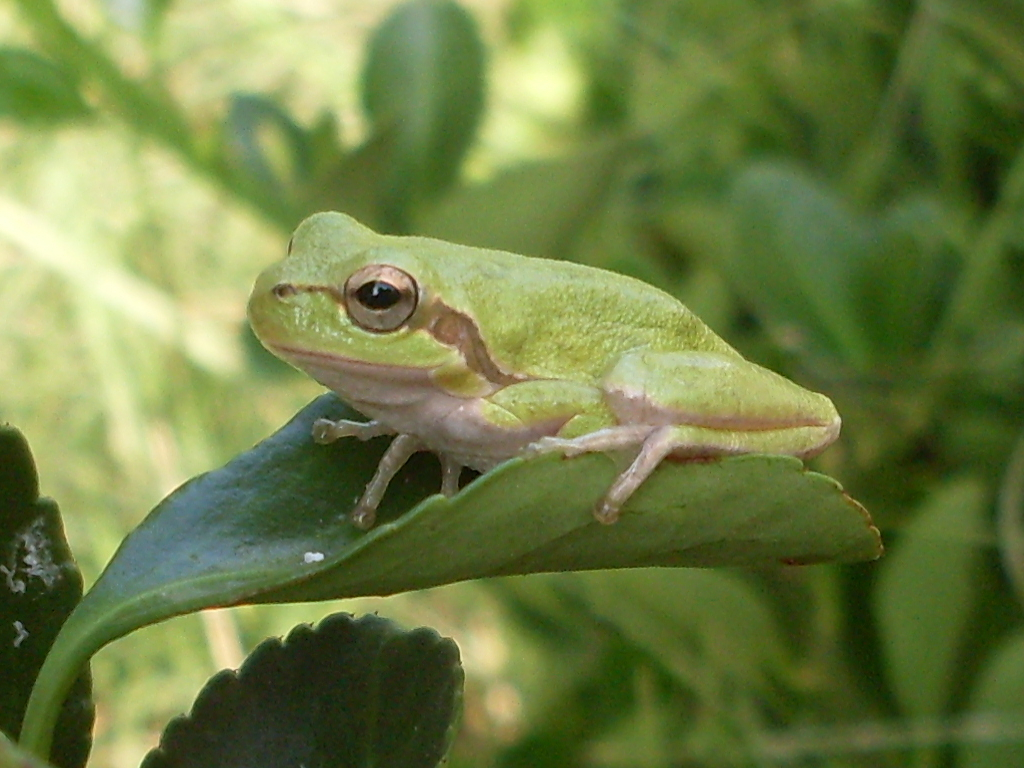

Nonostante sia ritenuta una specie ancora comune e abbondantemente diffusa, la raganella sarda può essere minacciata dalla riduzione degli ambienti naturali e dagli incendi, tuttavia non si hanno sufficienti informazioni sull'effettivo stato di conservazione di questa specie.
Lo status di protezione è definito dalla Legge n. 503 del 1981 Allegato II (che recepisce la Convenzione di Berna), dalla Direttiva dell'Unione Europea n. 43 del 1992 Allegati B e D e dalla Legge regionale n. 23 del 1998.

## Altre specie di raganelle presenti in Italia
In Italia, oltre alla raganella sarda, sono presenti anche le seguenti specie appartenenti al genere Hyla:
- Hyla meridionalis (Liguria e Italia nord-occidentale)
- Hyla perrini (Pianura Padana, Italia settentrionale)

- Hyla arborea (Carnia, Friuli settentrionale)

- Hyla intermedia (Italia centrale, meridionale e Sicilia)